# Wengen (Weitnau)
Wengen ist ein Gemeindeteil des Marktes Weitnau im Landkreis Oberallgäu (Regierungsbezirk Schwaben, Bayern). Am 1. Januar 1972 wurde Wengen nach Weitnau eingemeindet.
Das Pfarrdorf liegt nordöstlich des Kernortes Weitnau an der Staatsstraße 2055 und an der Wengener Argen. Südlich verläuft die Bundesstraße 12 und unweit westlich die Landesgrenze zu Baden-Württemberg.

## Geschichte
Schon für die Antike ist eine menschliche Nutzung der Gemarkung Wengen belegt. Die Römerstraße Kempten–Bregenz führte durch das Tal und mitten durch den heutigen Ort. Als sichtbarer Zeuge für die Existenz der antiken Straße steht ein römischer Meilenstein an der Landstraße beim Spitalhof. In Nellenbruck befand sich ein Burgus, eine römische Wachstation deren genauer Standort aber bislang nicht wieder aufgefunden wurde.
Im Jahr 855 wird ein Wangon prope Argunam aquilionorem im Nibelgau als Besitz des Klosters St. Gallen erwähnt. Die Namensform Wengen erscheint ab 1169. Das Kloster Isny besaß 1250 insgesamt 6 Höfe. Für 1451 gibt es eine vereinzelte Überlieferung für die Nennung als Wengli.
Die Truchsessen von Trauchburg, einer Nebenlinie derer von Waldburg, erhielten 1429 die Erlaubnis für Galgen und Stock in Wengen. Die Landstraße von Isny nach Kempten führte ursprünglich über den weiter südöstlich gelegenen Ort Weitnau, sie ist zum Ende des 18. Jahrhunderts ins Wengener Tal verlegt worden. Nach der Mediatisierung ging Wengen zunächst an Württemberg. 1810 wurde Wengen Bayern zugeschlagen. Die Vereinödung in dem Pfarrdorf ist 1717/36 durchgeführt worden. 1818 bestand die Gemeinde aus 71 Wohnungen.
Zu Weitnau ist Wengen 1972 eingemeindet worden.

## Sehenswürdigkeiten
In der Liste der Baudenkmäler in Weitnau sind für das Pfarrdorf Wengen zwei Baudenkmale aufgeführt:
- Die katholische Pfarrkirche St. Johannes der Täufer, ein neugotischer Neubau von 1841, ist ein Saalbau mit eingezogenem Chor, Strebepfeilern und nördlichem Turm mit Spitzhelm. Der Turm ist spätgotisch.
- Das Pfarrhaus (Kirchweg 10) ist ein zweigeschossiger Bau mit Mansardwalmdach.
- Alpe Wenger Egg